# 기동전사 건담 디 오리진V: 격돌 루움 전투
《기동전사 건담 디 오리진V: 격돌 루움 전투》(일본어: 機動戦士ガンダム THE ORIGIN V　激突 ルウム会戦)는 2017년에 공개한 일본의 영화이다.

## 캐스팅
주연
- 이케다 슈이치 : 샤아 아즈나블 역 (목소리)
- 한 메구미
- 우라야마 진
- 긴가 반죠

조연
- 미야케 켄타
- 카키하라 테츠야
- 키야마 시게오
- 사와시로 미유키
- 이치조 카즈야
- 마츠다 켄이치로
- 후루야 토루
- 후루카와 토시오
- 오노 켄쇼
- 세토 마사미
- 오오츠카 아키오 : 내레이션 역 (목소리)